# Brysis
Brysis (łac. Archidiœcesis Brysiensis) – stolica historycznej archidiecezji w Cesarstwie Rzymskim (prowincja Emimonto), współcześnie w Turcji. W 1929 formalnie ustanowiona katolickim arcybiskupstwem tytularnym, od 1967 nie jest obsadzona.

## Arcybiskupi tytularni
| Lp. | Biskup                                 | Od              | Do               |
| --- | -------------------------------------- | --------------- | ---------------- |
| 1   | Maurice-Charles-Alfred de Cormont      | 22 grudnia 1930 | 25 kwietnia 1933 |
| 2   | Henri Streicher MAfr                   | 2 czerwca 1933  | 7 czerwca 1952   |
| 3   | Joseph Bartholomew Evangelisti OFMCap. | 10 lipca 1952   | 29 lutego 1956   |
| 4   | Pedro María Rodríguez Andrade          | 17 marca 1957   | 5 listopada 1967 |